# Giovanni Frignani
Giovanni Frignani (Ravenna, 8 aprile 1897 – Roma, 24 marzo 1944) è stato un militare e partigiano italiano durante la seconda guerra mondiale. È uno dei martiri delle Fosse Ardeatine, decorato di medaglia d'oro al valor militare alla memoria.

## Biografia
Nacque a Ravenna l'8 aprile 1897, figlio di Angelo e di Eugenia Savini. Suo fratello Giuseppe fu parlamentare fascista. Con l'entrata in guerra del Regno d'Italia, avvenuta il 24 maggio 1915, si arruolò volontario nel Regio Esercito in forza al LII Battaglione del Corpo Nazionale Volontari Ciclisti. L'anno successivo venne ammesso a frequentare il corso allievi ufficiali presso la Regia Accademia Militare di Modena, da cui uscì con il grado di sottotenente in servizio permanente effettivo nel 28º Reggimento fanteria della Brigata Pavia. Promosso tenente, nel giugno 1918 si distinse sul Piave durante il corso della battaglia del solstizio.
Dopo l'armistizio, Frignani fu nominato Comandante di presidio a Dambel e nel novembre 1919 fu trasferito in forza all'Arma dei carabinieri, dove ricoprì gli incarichi di Comandante di Tenenza a Parma e Medicina. Nel 1929 venne promosso capitano e nominato capo del Servizio Informazioni Militare del Corpo d'armata in cui condusse delicate indagini di controspionaggio. Nel 1934 assunse il Comando della Compagnia Roma-Tribunali e nel 1938 del Gruppo Roma. Divenne tenente colonnello nel 1942 in piena seconda guerra mondiale, eseguendo delicati incarichi di controspionaggio. Nel giugno 1943 informò Mussolini di essere entrato in possesso di un documento segreto tedesco da cui risultava che Hitler considerava l'Italia zona di occupazione; Mussolini ordinò il suo trasferimento in Francia, ma tuttavia il provvedimento non fu eseguito. Il 25 luglio 1943, dopo il voto negativo del Gran Consiglio del Fascismo, come Comandante del gruppo interno dei C.C. di Roma curò l'arresto dello stesso Mussolini, all'uscita da Villa Savoia, su ordine del re Vittorio Emanuele III.
Dopo l'armistizio dell'8 settembre 1943 si dedicò all'organizzazione del Fronte clandestino di resistenza dei carabinieri, sotto la guida del generale Caruso e in collegamento col colonnello Giuseppe di Montezemolo. Il 23 gennaio 1944 fu arrestato dalla polizia tedesca, assieme al maggiore Ugo de Carolis e al capitano Raffaele Aversa, in seguito a delazione, e venne rinchiuso nel carcere delle SS di via Tasso. Fu rinchiuso nella cella nº 2, in compagnia del generale della Regia Aeronautica Sabato Martelli Castaldi. Venne arrestata, e condotta a via Tasso, anche la moglie Lina, la quale fu più volte costretta ad assistere alle sevizie del marito ad opera delle SS tedesche. Fu ucciso nell'eccidio delle Fosse Ardeatine il 24 marzo 1944.
Frignani è uno dei dodici martiri dell'Arma dei Carabinieri che hanno perso la vita nell'eccidio delle Fosse Ardeatine, tra cui figurano anche il tenente colonnello Manfredi Talamo, il maggiore Ugo De Carolis, il capitano Raffaele Aversa, i tenenti Genserico Fontana e Romeo Rodriguez Pereira, il maresciallo d'alloggio Francesco Pepicelli, i brigadieri Candido Manca e Gerardo Sergi, il corazziere Calcedonio Giordano e i carabinieri Augusto Renzini e Gaetano Forte.

### Fonti
1. 1 2 3 4 5 6 7  Combattenti Liberazione.
2. ↑   Nicola De Ianni, Giovanni Frignani, in Dizionario biografico degli italiani, vol. 50, Roma, Istituto dell'Enciclopedia Italiana, 1998..
3. ↑   24-mar-1944-le-fosse-ardeatine.pdf (PDF), su carabinieri.it. URL consultato il 12 giugno 2024.
4. ↑   Fosse Ardeatine, su carabinieri.it. URL consultato il 12 giugno 2024.
5. ↑  Sito web del Quirinale